# Чертоза-ди-Павия
О монастыре см. Чертоза
Чертоза-ди-Павия (итал. Certosa di Pavia) — коммуна в Италии, располагается в регионе Ломбардия, в провинции Павия.
Население составляет 3753 человека (2008 г.), плотность населения составляет 375 чел./км². Занимает площадь 10 км². Почтовый индекс — 27012. Телефонный код — 0382.
Покровителем коммуны почитается святой архангел Михаил, празднование 29 сентября.
Главная достопримечательность, которая дала имя коммуне, — знаменитый монастырь Чертоза. 

## Демография
Динамика населения:

## Администрация коммуны
- Официальный сайт: https://web.archive.org/web/20060323081629/http://www.comune.certosa.pv.it/